# Tots tres surten per l'Ozama
Tots tres surten per l'Ozama és una novel·la de Vicenç Riera i Llorca, publicada primer a Mèxic (1946) i després a Barcelona (1967).
Primera novel·la conductista a Catalunya, no va poder ser prou valorada perquè, per raons de censura, no es pogué publicar fins al 1967, malgrat haver sortit a Mèxic el 1946. Ha estat traduïda al castellà.
La novel·la tracta  dels esforços per sobreviure de tres exiliats que van a parar a la  República Dominicana, sota el règim de Rafael Trujillo.